# Henry Kwong
Henry Kwong (ur. w 1986 roku w Hongkongu) – hongkoński kierowca wyścigowy.

## Kariera
W swojej karierze wyścigowej Kwong poświęcił się głównie startom w wyścigach samochodów turystycznych. Startował w Azji, w wyścigach organizowanych w Hongkongu i Malezji. W 2012 roku uplasował się na trzynastej pozycji w wyścigu Malaysia Merdeka Endurance Race. Startował także w azjatyckich rundach Mistrzostw Świata Samochodów Turystycznych WTCC.

## Statystyki
| Sezon | Seria                                                 | Zespół        | Wyścigi | Zwycięstwa | PP | NO | Podium | Punkty | Pozycja |
| ----- | ----------------------------------------------------- | ------------- | ------- | ---------- | -- | -- | ------ | ------ | ------- |
| 2012  | Malaysia Merdeka Endurance Race - Overall             |               | 1       | 0          | 0  | 0  | 0      | N/A    | 13      |
| 2014  | World Touring Car Championship                        | Campos Racing | 4       | 0          | 0  | 0  | 0      | 0      | 23      |
| 2014  | World Touring Car Championship - Independent's Trophy | Campos Racing | 4       | 0          | 0  | 0  | 1      | 10     | 7       |